# Гайдош, Иштван Ференцевич
Иштван Ференцевич Гайдош (укр. Іштван Ференцович Гайдош, венг. Gajdos István; род. 5 мая 1971, село Яноши) — украинский политик, депутат Верховной Рады IV и VII созывов, глава Демократического союза венгров Украины.

## Биография

### Семья
Родился 5 мая 1971 года в селе Яноши (Береговский район Закарпатской области). Венгр. Родители: Ференц Ференцевич Гайдош (род. 30 октября 1938, водитель, на пенсии) и Марта Юлиевна Петрушка (род. 23 сентября 1945, учительница математики, на пенсии). Супруга: Ирина Гайдош (род. 1975), предпринимательница. Дети: Иштван (род. 1997), Михай (род. 1998) и Андраш (род. 2007).

### Образование
Окончил Тульский политехнический институт (1988—1991) и Львовскую Политехнику (1993—1995), по профессии инженер-механик, специалист по автомобильному хозяйству. Также окончил Ужгородский государственный институт информатики, экономики и права, факультет права. Владеет русским, украинским и венгерским языками.

### Политическая карьера
Гайдош с 1998 по 2012 годы был активным деятелем города Берегово. С 1998 по 2000 год был главой Береговского районного совета, с 2000 по 2002 годы — главой Береговской районной госадминистрации, с 2006 по 2012 годы — городской голова Берегово. В 2002 году был избран в Верховную Раду Украины IV созыва от Социал-демократической партии Украины (объединённой), победил в округе №72 Закарпатской области. В 2005 году перешёл в Социалистическую партию Украины. Состоял в Комитете Верховной Рады по вопросам прав человека, национальных меньшинств и межнациональных отношений. С 2002 года Гайдош — глава гражданской организации «Демократический союз венгров Украины», с 2005 по июнь 2012 — глава Демократической партии венгров Украины.
В Верховную Раду Гайдош вернулся на выборах 2012 года, пройдя по списку Партии Регионов под №74. Официально он состоял в Партии Регионов с 12 декабря 2012 года по 20 февраля 2014 года, с 25 декабря 2012 года — секретарь комитета по вопросам прав человека, национальных меньшинств и межнациональных отношений.

## Взгляды
Гайдош, который борется за права венгерской общины на Украине, критично относится к украинским националистическим движениям, в том числе к партии «Свобода», у которой были конфликты с венгерским меньшинством Украины. Многие из подобных организаций Гайдош называет откровенно нацистскими. Тем не менее, Гайдош, с другой стороны, критикует советскую власть за то, что после окончания Великой Отечественной войны многие немцы и венгры Закарпатья, не имевшие никакого отношения к коллаборационистам и гитлеровцам, были репрессированы.
В 2011 году Гайдош поддержал в своём родном городе процедуру выдачи паспортов Венгрии всем желающим, заявив, что сам может при желании получить и венгерский паспорт.
Несмотря на то, что Гайдош осуждал Евромайдан и выступал на стороне его противников, а также сотрудничает с венгерской националистической партией «Йоббик», которая поддержала аннексию Крыма Российской Федерацией, с 2014 года Гайдош входит в список лиц, пребывание которых нежелательно в Республике Крым.

## Награды
- Кавалер ордена «За заслуги» II степени (2011)[5] и III степени (2004)[6].